# 姫路市文化コンベンションセンター
姫路市文化コンベンションセンター（ひめじしぶんかコンベンションセンター）は、兵庫県姫路市神屋町に整備された複合施設である。愛称はアクリエひめじ。姫路市文化コンベンションセンター運営共同事業体が指定管理者となっている。
「姫路市都心部まちづくり構想」及び「キャスティ21整備プログラム」における「キャスティ21イベントゾーン」内「文化・コンベンションエリア」の主要施設である。

## 概要
約4.6ヘクタール（公園等区域約1.0ヘクタール含む）地下1階、地上5階、棟屋1階（鉄骨造）最大高約35 m。設計は株式会社日建設計による。
2,010席の大ホール、693席の中ホール、164席の小ホール、約4,000 m2の展示場と10室の大・中・小会議室を備える複合施設である。
最寄り駅であるJR姫路駅と屋根付きの連絡通路で接続し、徒歩約10分でアクセス可能。また、隣接する兵庫県立はりま姫路総合医療センターとも2階の連絡通路で繋がっている。
JR貨物の姫路駅の機能が郊外に新設された姫路貨物駅に移転し、更にJR神戸線（山陽本線）が高架化で南側に移転して生じた跡地に建設されている。

## 沿革

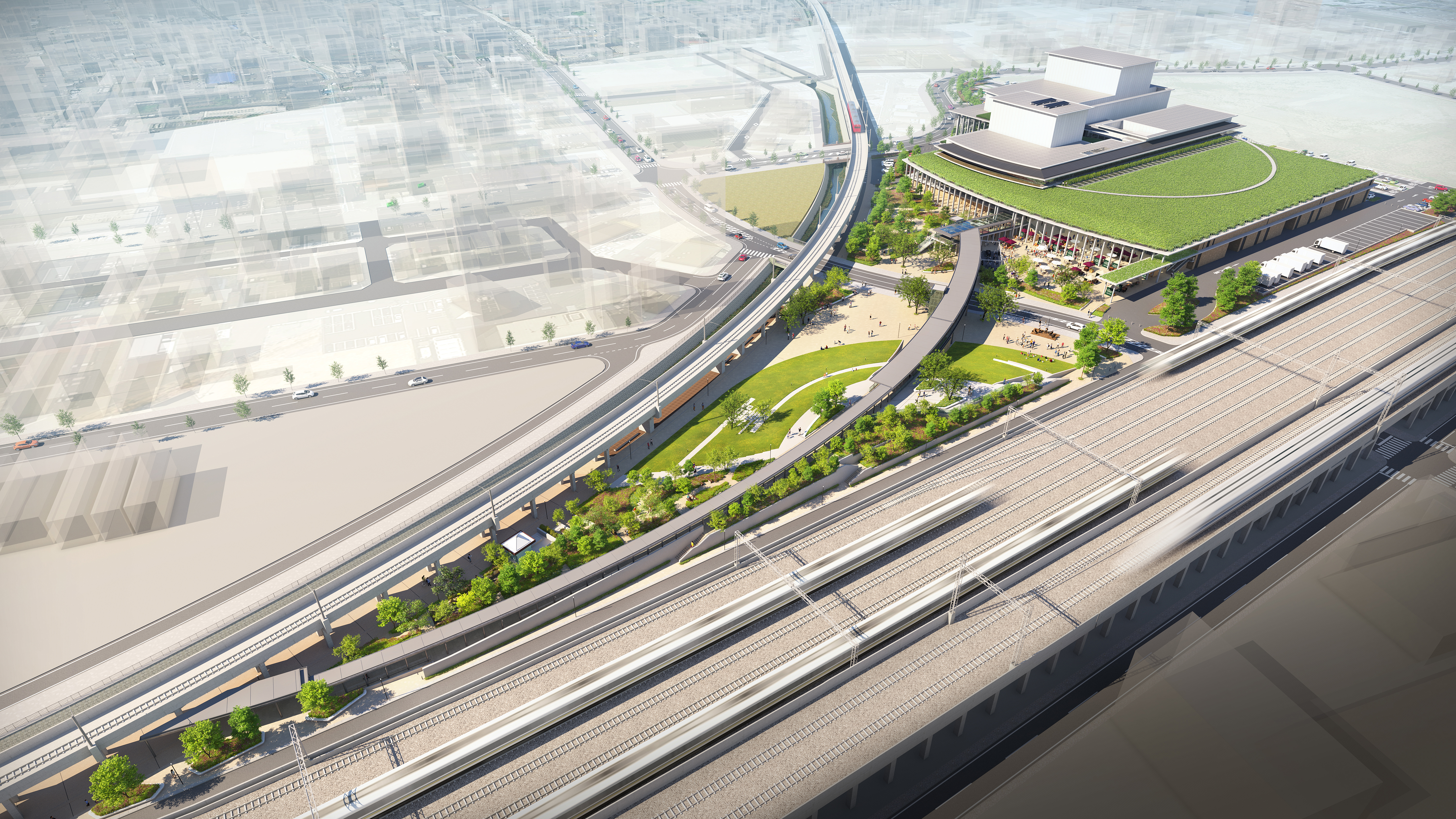
計画段階での鳥瞰図

- 1987年（昭和62年）3月 : 都市計画決定（都市高速鉄道、区画整理、都市計画道路）
- 1988年（昭和63年）3月 : 「姫路駅周辺総合整備計画（キャスティ21）」策定（大臣認可）
- 2004年（平成16年）10月 : 都心部まちづくり構想検討懇話会[4]「都心部まちづくり構想」、「キャスティ21整備プログラム」策定（2006年〈平成18年〉3月まで）
- 2011年（平成23年）
  - 3月 : イベントゾーン整備イメージ（たたき案）公表
  - 11月 : イベントゾーン基本計画検討懇話会[4]「文化・コンベンションエリア基本計画」策定（2015年〈平成27年〉3月まで）
- 2016年（平成28年）3月 : 文化コンベンションセンター等基本設計
- 2018年（平成30年）
  - 3月 : 文化コンベンションセンター等実施設計
  - 10月 : 姫路市文化コンベンションセンター条例公布、整備工事着手
- 2019年（平成31年・令和元年）
  - 3月 : 指定管理者の指定
- 2020年（令和2年）
  - 8月 : 愛称の決定[1]
- 2021年（令和3年）
  - 2月 : 竣工
  - 7月 : 完成記念式典
  - 9月 : 開館

## アクセス
- 西日本旅客鉄道（JR西日本）山陽本線［播但線・姫新線］、山陽新幹線 : 姫路駅
- 山陽電気鉄道本線 : 山陽姫路駅

神姫バス
「アクリエひめじ前」停留所
- 92系統
  - 姫路駅（南口）行 / 白浜海岸・宇佐崎南行
- 93系統
  - 姫路駅（南口）行 / 東山南口（東山循環）・山電八家駅（的形循環）・東山白浜循環行

「アクリエひめじ北口」停留所
- 25系統
  - 姫路駅（北口）行 / 宮西町循環・日出町循環行
- 26系統
  - 姫路駅（北口）行 / 東姫路駅・阿保車庫行
- 92系統
  - 姫路駅（南口）行 / 白浜海岸・宇佐崎南行
- 93系統
  - 姫路駅（南口）行 / 東山南口（東山循環）・山電八家駅（的形循環）・東山白浜循環行